# 아이아스 (대)

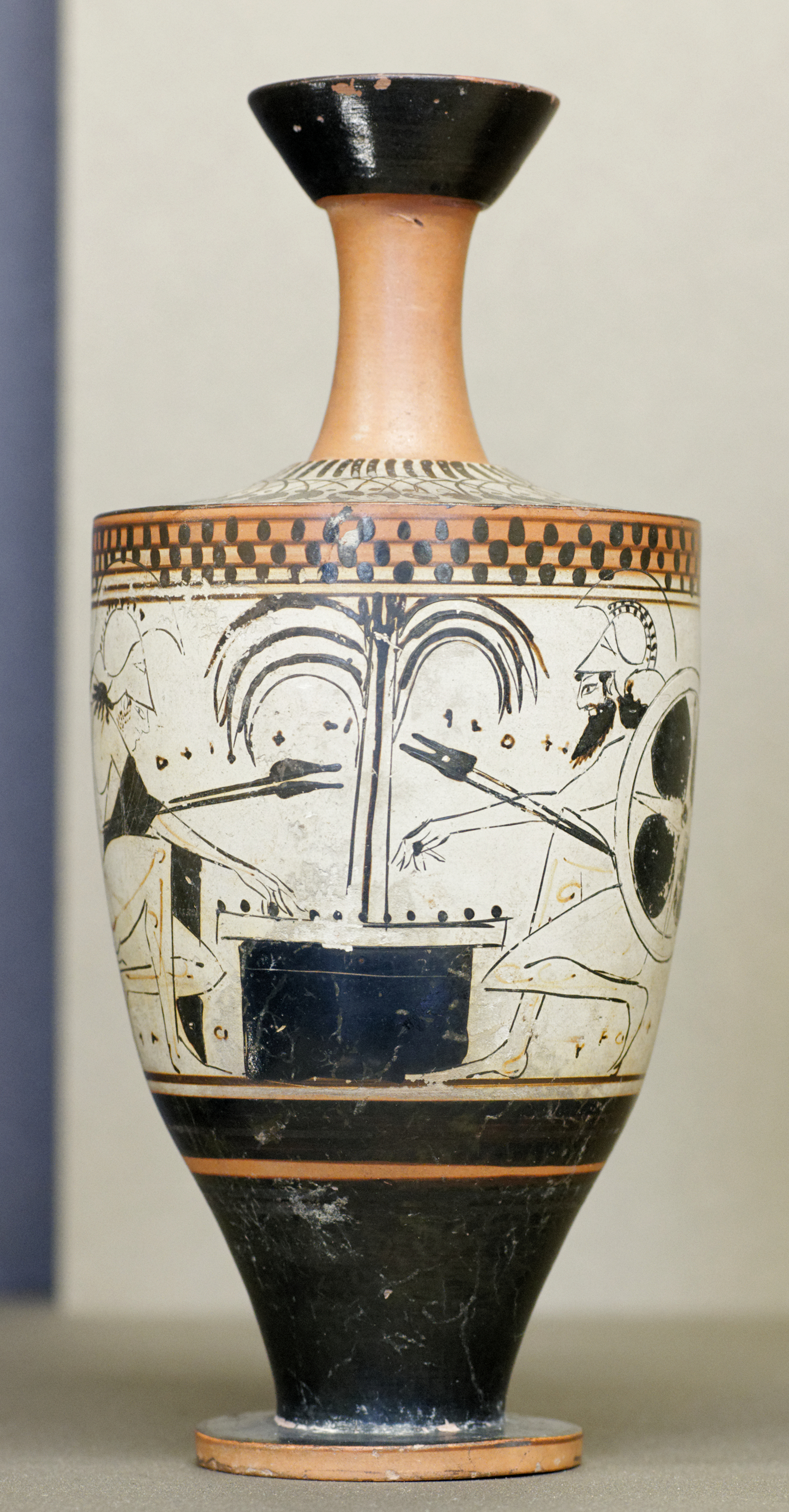
아킬레우스와 장기를 두는 아이아스

아이아스(고대 그리스어: Αἴας)는 그리스 신화의 영웅 중에 한 사람으로 텔라몬의 아들이며 살라미스의 왕이었다. 호메로스의 일리아스를 비롯해 트로이아 전쟁에서 중요한 역할을 한 인물로 이름이 같은 다른 영웅 아이아스와 구별하기 위해 대(大)아이아스 또는 큰 아이아스, 텔라몬의 아들, 아이아스로 부른다.

## 영웅 아이아스
아이아스는 헤라클레스의 절친한 친구였던 텔라몬과 페리보이아 사이에서 태어난 아들이다. 그는 엄청나게 큰 체구와 힘을 자랑하는 장사였고, 아가멤논의 장수들 가운데서 아킬레우스 다음으로 뛰어난 장군으로 넓지막한 청동 위에 소가죽 일곱 개를 덧대어 만든 방패를 들고 싸우는 모습으로 묘사되며, 그외에 헤파이스토스가 만들어 준 커다란 망치를 들고 싸운 것으로도 묘사된다. 그러나 체구와 힘에 비해 지략이 모자란다는 평을 듣기도 하였다.
트로이 전쟁에서 아이아스는 적장 헥토르와 여러 차례 대결을 펼쳤다. 첫 번째 대결은 일리아스 제 7권에서 다루고 있는데, 아이아스는 제비뽑기로 헥토르와 상대할 전사로 뽑혔다. 아이아스와 헥토르는 일대 일로 하루 종일 해가 질 때까지 싸웠는데도 결국 승부가 결말이 나지 않았다.
또한 아킬레우스가 참전을 거부하고 있는 동안, 그리스 군의 방벽을 부수고 쳐들어온 트로이 군을 상대한 것도 바로 이 용맹한 아이아스이다. 그는 위급한 순간에 거의 혼자서 용맹하게 트로이 군을 물리치고, 오디세우스가 위급할 때 구해주기도 했다. 또한 파트로클로스가 죽고 나서 헥토르가 그 시체를 빼앗으려 할 때 이를 저지한 것도 아이아스이다.

자살을 준비하는 아이아스.

아킬레우스가 죽고 나자 아킬레스의 방패와 갑옷등 유품을 두고 아이아스와 오디세우스가 서로 유품의 소유권을 주장하며 설전을 벌였다. 아킬레우스의 사촌이기도 하며 함께 켄타우로스 케이론에게 교육을 받은 아이아스는 자신의 무공을 열거하면서, 꾀 많은 오딧세우스보다는 자신이 유품을 가져야 한다고 주장했다.
그러나 오디세우스는 자신의 전략과 기지로 많은 승리를 이끌어 내었던 것을 상기시키며 뛰어난 웅변으로 그리스 장수들을 감복시켜, 결국 아킬레우스의 유품을 차지하게 된다. 아이아스는 오디세우스에게 유품을 빼앗긴 것에 분개하여 제정신을 잃고 만다. 그리고 아이아스는 그리스 장수들을 모조리 죽이기 위해서 막사로 가지만, 아테나가 위험을 느끼고 그를 미치게 해 버린다.
아이아스는 들판의 양떼를 오디세우스와 아가멤논 등 그리스 장수들로 착각하고 몰살시키는데, 나중에 정신을 차리고 자신이 저지른 일을 보고서 부끄러워 자살을 결심한다. 아이아스는 헥토르와의 맞대결에서 서로 명예의 선물로 헥토르가 준 칼로 자신의 가슴을 찔러 자살한다. 아이아스를 좋아했던 헤파이스토스가 자살한 그를 불쌍하게 여겨, 한 송이 히야신스로 피어나게 한다.
나중에 오디세우스는 저승에 가서 아이아스의 죽은 영혼과 대면하고 그에게 화해를 청하지만, 아이아스는 이승의 원한이 남아서 화해에 응하지 않았다.

## 참고 문헌
- 호메로스. 일리아스
- 호메로스. 오딧세이아
- 아폴로도로스. 단편집 III, 11-V, 7.
- 소포클레스. 아이아스 : 아이아스의 죽음을 소재로 한 소포클레스의 비극
- 오비디우스. 변신이야기 제12권.620행-제13권.398행 : 아킬레우스의 유품을 두고 오딧세우스와의 설전